# Му, Арильд
Арильд Му  (норв. Arild Moe; род. 1955) — норвежский политолог и старший научный сотрудник Института Фритьофа Нансена.
Он получил степень магистра политологии в Университете Осло, а также изучал русский язык и публичное право. Му связан с Институтом Фритьофа Нансена с 1983 года и является приглашённым исследователем в Стэнфордском университете и адъюнкт-профессором Норвежского университетского центра в Санкт-Петербурге.
Исследования Му сосредоточены на нефтегазовой политике, с особым акцентом на российский энергетический сектор. Он внимательно следил за развитием и движущими силами нефтяной деятельности в Арктике, арктического судоходства и развития Северного морского пути, где он анализирует экономические факторы, а также политические и правовые рамочные условия. Работа Му также была сосредоточена на норвежско-российских отношениях, трансграничном сотрудничестве в области охраны окружающей среды и политике Норвегии в отношении Крайнего Севера. В 2020 году Му  возглавил исследовательский проект по анализу интересов азиатских государств в Арктике.
В марте 2024 года во время участия в научной конференции ИМЭМО РАН Арильд Му публично осудил вторжение России на территорию Украины.

## Некоторые публикации
- The Globalization of Russian Gas — Political and Commercial Catalysts, Cheltenham UK: Edward Elgar, 2019 (with J. Henderson)[8]
- Asian Countries and Arctic Shipping: Policies, Interests and Footprints on Governance, Arctic Review on Law and Politics, Vol. 10, 2019, pp. 24–52. http://dx.doi.org/10.23865/arctic.v10.1374. (with O.S. Stokke)[9]
- Does Russian unconventional oil have a future? Energy Policy, Volume 119, August 2018, Pages 41–50. Available at https://doi.org/10.1016/j.enpol.2018.04.021. (with Valeriy Kryukov)[10]
- Arctic Hydrocarbon Development: State Interests and Policies, in Svein Vigeland Rottem and Ida Folkestad Soltvedt (eds), Arctic Governance: Energy, Living Marine Resources and Shipping. London,   I.B. Tauris, 2018, pp. 26–50  (with Dag Harald Claes and Svein Vigeland Rottem)[11]
- Arctic Offshore Petroleum: Resources and Political Fundamentals, in Svein Vigeland Rottem and Ida Folkestad Soltvedt (eds), Arctic Governance: Energy, Living Marine Resources and Shipping. London, I.B. Tauris, 2018, pp. 9–25  (with Dag Harald Claes)[12]
- Unitization of petroleum fields in the Barents Sea: Towards a common understanding? Arctic Review on Law and Politics, Vol 9, March 2018, pp. 72–96 (with Daniel Fjærtoft, Natalia Smirnova, Alexey Cherepovitsyn)[13]
- Russia’s gas 'Triopoly': implications of a changing gas sector structure, Eurasian Geography and Economics, Vol 58, No 4, 2017, pp. 442–468 (with James Henderson)[14]
- Voyage Through the North: Domestic and International Challenges to Arctic Shipping, in K. Keil and S. Knecht (eds), Governing Arctic Change. London: Palgrave Macmillan, 2017, pp. 257–278[15]
- Organization and Management Challenges of Russia’s Icebreaker Fleet, Geographical Review, Vol 107, No 1, 2017, pp. 48–68 (with Lawson Brigham)[16]
- Asylstrømmen fra Russland til Norge i 2015: Bevisst russisk politikk? ('The wave of asylum seekers from Russia to Norway in 2015: A deliberate Russian policy?' Nordisk Østforum, Vol 30, No 2, 2016, pp. 80–97. In Norwegian. (with Lars Rowe)[17]